# 遠野市民歌
「遠野市民歌」（とおのしみんか）は、岩手県遠野市が制定した市民歌である。以下の2代が存在する。
1. 1955年（昭和30年）制定。作詞・茶畑光、作曲・下総皖一。
2. 2006年（平成18年）制定。作詞および作曲・船越由佳。

現在の市民歌は2.である。

## 解説

### 初代
1954年（昭和29年）に上閉伊郡遠野町他7村が合併して遠野市が成立したことを記念し、岩手日報社の後援を得て市章のデザインと市民歌の歌詞を懸賞募集した。両部門とも入選作の懸賞金は5000円とされていたところ、後に1万円へ引き上げられている。1955年（昭和30年）1月31日の締め切りまでに市章のデザインは1040点、市民歌の歌詞は140篇が集まり、2月4日付の審査では盛岡市からの応募作が採用された。
入選作の決定後、東京芸術大学教授の下総に作曲が依頼され5月下旬に完成。6月23日から26日まで4日間にかけて開催された市制祝賀行事の3日目に遠野小学校で開催された全国のど自慢大会の前座として市民歌の発表演奏が行われた。東芝音楽工業（のちユニバーサルミュージック・EMI Records）がA面に市民歌、B面に「遠野音頭」と新民謡「上郷小唄」を収録したコンパクト盤（3ERs-194）を製造している。

### 2代目
遠野市は2005年（平成17年）10月1日を以て上閉伊郡宮守村と新設合併し（新）遠野市が発足した。遠野市・宮守村合併協議会では合併後の市民歌について「市民歌については、新市において制定する」と取り決められたため、既存の「遠野市民歌」および宮守村が1965年（昭和40年）5月2日に制定した「宮守村民歌」はどちらも合併当日を以て失効・廃止の扱いとなっている。
合併後は協定項目に基づいて直ちに選定委員会が立ち上げられ、半世紀前の旧市民歌で実施した懸賞募集に拠らず地元出身でシンガーソングライターとして活動する船越由佳に作詞・作曲を含めた一切を依頼することが取り決められた。
新市民歌は合併1周年を目前に控える2006年（平成18年）9月6日付で制定告示が行われ、遠野市役所では演奏の機会について「市制施行記念式典で歌われたり、防災無線の時報に使われている」とするものの、2014年（平成26年）の市議会12月定例会では議員から「市民の多くが覚えづらく難しいと感じ、愛唱され浸透しているとは言い難い」とする問題提起が行われている。